# Acer gracilifolium
Acer gracilifolium — вид клена, який був знайдений лише в провінціях Ганьсу та Сичуань на заході центрального Китаю.
Acer gracilifolium — невелике вічнозелене дерево до 5 метрів заввишки з гладкою коричневою чи сірою корою. Листя яйцеподібної чи довгастої форми, нескладне, тонке і паперове, до 8 см завширшки і 5 см в поперечнику зазвичай з 3 частками, з восковим, білуватим нижньою стороною. Квіти жовто-зелені. Чашолистків і пелюсток 5. Тичинок 8. Самари 1.5–1.7 см; крила світло-жовті, ≈ ширина 5 мм; горішки коричневі, опуклі, ≈ 4 мм в діаметрі. Квітне у березні та квітна, плодить у вересні та жовтні.